# Inca Garcilaso de la Vega
Gómez Suárez de Figueroa, född 12 april 1539 i Cusco, Peru, död 23 april 1616 i Córdoba, Spanien, var en  peruansk poet och författare i ämnet Inka. Han är mer allmänt känd som "El Inca" Garcilaso de la Vega, eller helt enkelt El Inca.

## Av kungligt blod
Garcilaso var född med rötter i den spanska aristokratin och den kungliga Inkafamiljen; han var son till den spanske conquistadoren Sebastián Garcilaso de la Vega y Vargas (död 1559) och inkaprinsessan Isabel Suárez Chimpu Ocllo, som var dotter till Tupac Huallpa och barnbarn till den kraftfulle Inkan Huayna Capac. Efter att ha blivit änka, gifte sig hans mor en gång till med Juan de Pedroche och fick två döttrar, Ana Ruiz, gift med hennes kusin Martín de Bustinza, och som fick barn, och Luisa de Herrera, gift med Pedro Márquez de Galeoto (föräldrar till Alonso Márquez de Figueroa). Som infödd quechuatalande och född i Cusco, skrev Garcilaso om Inkafolkets liv, historia, och den spanska erövringen. 
Garcilaso utbildades i Spanien efter sin fars död i 1560. Vid den tiden erkändes inte i Spanien äktenskap som ingåtts mellan den spanska och den infödda befolkningen i Amerika. Garcilaso hade att lägga fram sin sak inför spansk domstol för att få betalning för sina tjänster till kronan. Förbittrad över att han räknades som utomäktenskaplig i Spanien och samtidigt stolt över sitt Inka-arv, tog Garcilaso namnet "El Inca" (i detta sammanhang hänför sig "Inka" till de gamla styrande överklassen, inte till den allmänna befolkningen).
Han stannade kvar i Spanien och återvände inte till sitt födelseland (nuvarande Peru) på grund av den fara hans kungliga släktskap med Inkan utgjorde i osäkra tider.  Han trädde in i spansk militär tjänst 1570, och nådde kaptens grad.
Han gifte sig med Francisca de Moscoso, och fick, åtminstone, en dotter: 
- Francisca de Moscoso, gift med Martín Suárez de Toledo, och fick barn med nuvarande släktskap till Bernardino Caballero, president i Paraguay.

## Arbeten
Det var i Spanien som Garcilaso 1609 skrev sina berömda Comentarios Reales de los Incas baserade på berättelser han hade hört från sina Inkasläktingar när han växte upp i Cusco.  Comentarios innehöll två delar: den första handlar om Inkans liv, och den andra handlar om den spanska erövringen av Peru. Många år senare, när en gerillarörelse växte fram ledd av Tupac Amaru II, utfärdade Karl III av Spanien ett kungligt påbud som förbjöd publicering i Lima av Comentarios på grund av dess farliga innehåll. Boken trycktes inte i Amerika förrän 1918, men exemplar av boken fortsatte att spridas.
Innan han gav ut Comentarios Reales hade Garcilaso skrivit sin populära Historia de la Florida, en berättelse om Hernando de Soto's expedition och resa till Florida. Boken gavs ut i Lissabon 1605, och blev mer känd som La Florida del Inca. Boken innehåller berättelserna om de Sotos's expedition enligt uppgifter som Garcilaso samlade under flera år, och försvarar rätten att lägga de erövrade territorierna under spansk överhöghet och att tillämpa kristen rättskipning. 
Garcilasos publicerade verk är:
- Diálogos de amor, av León Hebreo (1590, Garcilasos översättning från italienska till spanska)
- La Florida del Inca (1605)
- Comentarios reales, första delen (1609)
- Historia general del Perú (1617, utgör andra delen av Comentarios reales)

"El Inca" Garcilaso de la Vega dog den 23 april, 1616 vid en ålder av 77, på samma datum som Miguel Cervantes och William Shakespeare. Notera dock att eftersom det spanska väldet följde den gregorianska kalendern och England den Julianska inträffade dessa dödsfall inte på samma dag.
Cuscos stora sportarena "Estadio Garcilaso de la Vega", uppkallades efter honom 1950.